# National Women's Rights Convention
La National Women 's Rights Convention o la convención nacional de los derechos de la mujeres son unas reuniones anuales que aumentaron la visibilidad de los primeros movimientos por los derechos de las mujeres en los Estados unidos. Celebrada por primera vez en 1850 en Worcester, Massachusetts , la Convención Nacional sobre los Derechos de la Mujer combinó liderazgo femenino y masculino y atrajo una amplia base de apoyo, incluidos defensores de la templanza u abolicionistas. Se pronunciaron discursos sobre la igualdad de salarios , ampliación de oportunidades educativas y profesionales, derechos de propiedad de las mujeres, reforma matrimonial y templanza. La principal de las preocupaciones discutidas en la convención fue la aprobación de leyes que otorgarían a  las mujeres el derecho de voto

## Fondo
Convención de Seneca Falls
En 1840, Lucretia Mott y Elizabeth Cady Stanton viajaron con sus maridos a Londres para la primera Convención Mundial contra la Esclavitud , pero no se les permitió participar por ser mujeres. Mott y Stanton se hicieron amigos allí y acordaron organizar una convención para promover la causa de los derechos de las mujeres. No fue hasta el verano de 1848 que Mott, Stanton y otras tres mujeres organizaron la Convención de Seneca Falls , la primera convención sobre los derechos de la mujer. Asistieron unas 300 [1] personas durante dos días, entre ellos unos 40 hombres. La resolución sobre el tema del voto de las mujeres causó disensión hasta que Frederick Douglass subió a la plataforma con un apasionado discurso a favor de tener una declaración de sufragio dentro de la propuesta Declaración de Sentimientos . Posteriormente, cien de los asistentes firmaron la Declaración.
Otras convenciones tempranas sobre los derechos de las mujeres
Los firmantes de la Declaración esperaban "una serie de convenciones que abarcaran todas las partes del país" después de su propia reunión. Debido a la fama y el poder de atracción de Lucretia Mott, que no visitaría el área del norte del estado de Nueva York por mucho tiempo, algunos de los participantes en Seneca Falls organizaron otra reunión regional dos semanas después, la Convención de Rochester sobre los Derechos de la Mujer de 1848 , en la que participaron muchas de los mismos ponentes. La primera convención sobre los derechos de las mujeres que se organizó a nivel estatal fue la Convención de Mujeres de Ohio en Salem en 1850.
Planificación
ayudó a organizar y presidió las dos primeras convenciones y fue presidente del Comité Central durante la mayor parte de la década.
En abril de 1850, las mujeres de Ohio celebraron una convención para comenzar a solicitar a su convención constitucional la igualdad de derechos legales y políticos de las mujeres. Lucy Stone, que había luchado por los derechos de las mujeres mientras era estudiante en el Oberlin College de Ohio y comenzó a dar conferencias sobre los derechos de las mujeres después de graduarse en 1847, escribió a los organizadores de Ohio prometiendo a Massachusetts seguir su ejemplo.
Al final de la Convención contra la esclavitud de Nueva Inglaterra el 30 de mayo de 1850, se anunció que se celebraría una reunión para considerar la posibilidad de celebrar una convención sobre los derechos de la mujer. Esa noche, Paulina Kellogg Wright Davis presidió una gran reunión en el Melodeon Hall (Melodeon (Boston, Massachusetts))|Melodeon (Boston, Massachusetts)] de Boston, mientras que Lucy Stone sirvió como secretaria. Stone, Henry C. Wright, William Lloyd Garrison y Samuel Brooke hablaron de la necesidad de tal convención. Garrison, cuyo nombre encabezó la primera petición de sufragio femenino enviada a la legislatura de Massachusetts el año anterior,  dijo: "Concibo que lo primero que deben hacer las mujeres de este país es exigir su derecho al voto político. Entre las 'verdades evidentes' anunciadas en la Declaración de Independencia se encuentra esta: 'Todos el gobierno deriva su justo poder del consentimiento de los gobernados'". La reunión decidió convocar una convención y fijó Worcester, Massachusetts, como lugar y el 16 y 17 de octubre de 1850 como fecha. Nombró a Davis, Stone, Abby Kelley Foster, Harriot Kezia Hunt, Eliza J. Kenney, Dora Taft y Eliza H. Taft como comité de arreglos, con Davis y Stone como comité de correspondencia. 
Davis y Stone pidieron a William Elder, un médico jubilado de Filadelfia, que redactara la convocatoria de la convención mientras se dedicaban a conseguir firmas y alinear a los oradores. "Necesitamos a todas las mujeres que están acostumbradas a hablar en público, cada palo de madera que esté sano", le escribió Stone a Antoinette Brown, una compañera de estudios de Oberlin que se estaba preparando para el ministerio. En la lista de contacto de Davis estaba Elizabeth Cady Stanton, quien envió su arrepentimiento junto con una carta de apoyo y un discurso que se leerá en su nombre. Stanton deseaba quedarse en casa porque estaría en las últimas etapas de su embarazo.
Después de completar su parte de la correspondencia, Stone fue a Illinois para visitar a un hermano. A los pocos días de su llegada, él murió de cólera y Stone tuvo que arreglar sus asuntos y acompañar a su viuda embarazada de regreso al este. Temiendo no poder regresar hasta dentro de tres meses, le escribió a Davis pidiéndole que se hiciera cargo de realizar la llamada. La convocatoria comenzó a aparecer en septiembre, con la fecha de la convención retrasada una semana y el nombre de Stone encabezando la lista de ochenta y nueve firmantes: treinta y tres de Massachusetts, diez de Rhode Island, diecisiete de Nueva York, dieciocho de Pensilvania, uno de Maryland y nueve de Ohio. Mientras la llamada comenzaba a circular, Stone yacía al borde de la muerte en una posada al borde de la carretera. Habiendo decidido no quedarse en el Valle de Wabash plagado de enfermedades, había comenzado un viaje en diligencia de regreso a través de Indiana con su cuñada, y a los pocos días contrajo fiebre tifoidea que la mantuvo postrada en cama durante tres semanas. Regresó a Massachusetts en octubre, apenas dos semanas antes de la convención.

## 1850 en Worcester
La primera Convención Nacional sobre los Derechos de la Mujer se reunió en Brinley Hall en Worcester, Massachusetts, del 23 al 24 de octubre de 1850. Unos 900 La gente se presentó a la primera sesión, la mayoría eran hombres, y varios periódicos informaron que había más de mil asistentes en la tarde del primer día, y más rechazados afuera. Los delegados vinieron de once estados, incluido un delegado de California, un estado que sólo tenía unas pocas semanas de existencia.

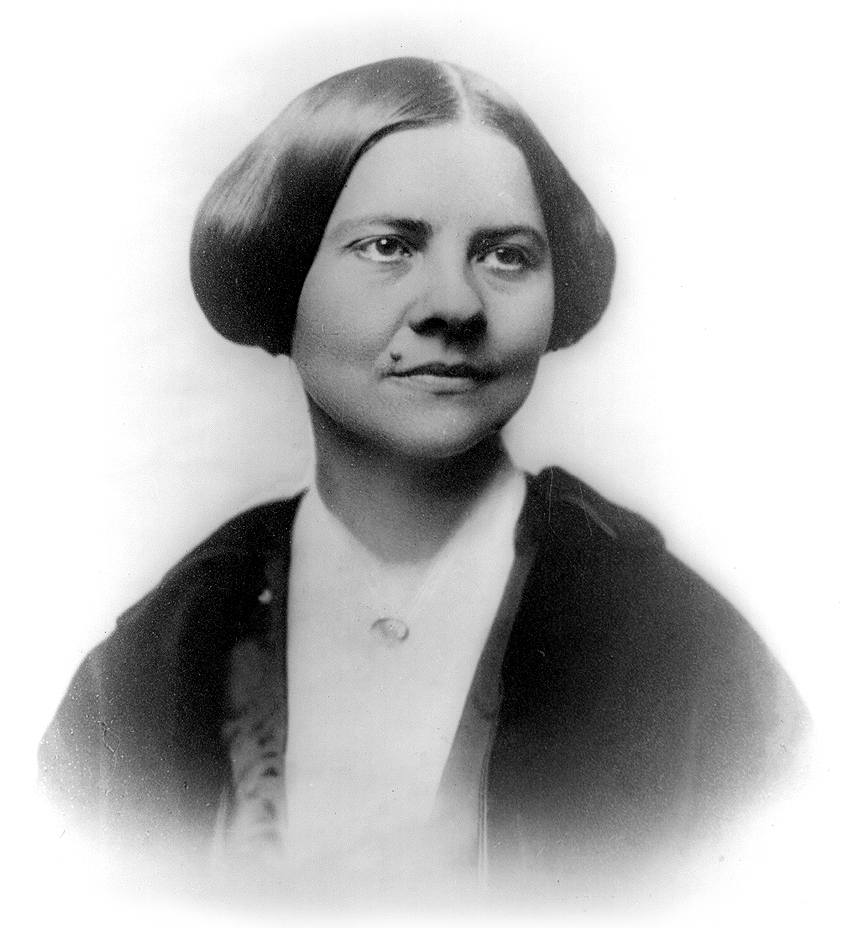
Lucy Stone ayudó a organizar las primeras ocho convenciones nacionales, presidió la séptima y fue secretario del Comité Central durante la mayor parte de la década.

La reunión fue convocada por Sarah H. Earle, líder de las organizaciones antiesclavistas de Worcester. Paulina Wright Davis fue elegida para presidir y en su discurso de apertura pidió "la emancipación de una clase, la redención de la mitad del mundo y una reorganización conforme de todos los intereses sociales, políticos e industriales e instituciones".
La primera resolución del comité empresarial definió el objetivo del movimiento: "asegurar para la mujer la igualdad política, jurídica y social con el hombre hasta que su propia esfera esté determinada por  lo único que debe determinarla, sus poderes y capacidades, fortalecidos y refinados por una educación acorde con su naturaleza”. Otro conjunto de resoluciones presentó el reclamo de las mujeres por la igualdad de derechos civiles y políticos y exigió que la palabra "masculino" fuera eliminada de todas las constituciones estatales. Otros abordaron cuestiones específicas de derechos de propiedad, acceso a la educación y oportunidades de empleo, mientras que otros definieron el movimiento como un esfuerzo para garantizar los "derechos naturales y civiles" de todas las mujeres, incluidas las mujeres esclavizadas.
La convención consideró la mejor manera de organizarse para promover sus objetivos. Consciente de la oposición de muchos miembros a las sociedades organizadas, Wendell Phillips dijo que no había necesidad de una asociación formal o un documento fundacional: las convenciones anuales y un comité permanente para organizarlas eran organización suficiente, y las resoluciones adoptadas en las convenciones podían servir como una declaración de principios. Como reflejo de sus principios igualitarios, el comité empresarial nombró un Comité Central integrado por nueve mujeres y nueve hombres. También nombró comités de Educación, Ocupaciones industriales, Funciones civiles y políticas y Relaciones sociales para recopilar y publicar información útil para guiar a la opinión pública hacia el establecimiento de la "soberanía co-igual de la mujer con el hombre".
Los oradores de la convención incluyeron a William Lloyd Garrison, William Henry Channing, Wendell Phillips, Harriot Kezia Hunt, Ernestine Rose, Antoinette Brown,  Sojourner Truth, Stephen Symonds Foster, Abby Kelley Foster, Abby H. Price, Lucretia Mott y Frederick Douglass. Piedra servida en el comité de negocios y no habló hasta la última noche. Como miembro designada del comité de Funciones Civiles y Políticas, instó a la asamblea a solicitar a las legislaturas estatales el derecho de sufragio, el derecho de las mujeres casadas a poseer propiedades y tantos otros derechos específicos que consideraran práctico buscar en sus respectivos estados. Luego pronunció un breve discurso en el que dijo: "Queremos ser algo más que apéndices de la sociedad; queremos que la mujer sea igual y ayuda idónea del hombre en todos los intereses, peligros y goces de la vida humana. Queremos que ella  alcance el desarrollo de su naturaleza y feminidad; queremos que cuando ella muera, no esté escrito en su lápida que ella era la viuda de alguien."
Susan B. Anthony, que no estuvo en la convención, dijo más tarde que fue la lectura de este discurso lo que la convirtió a la causa de los derechos de la mujer.
Stone pagó para que las actas de la convención se impr.imieran en folletos; repetiría esta práctica después de cada una de las siguientes seis convenciones anuales. Los folletos se vendieron en sus conferencias y en convenciones posteriores como Woman's Rights Tracts.
El informe de la convención en el New York Tribune for Europe inspiró a mujeres de Sheffield, Inglaterra, a redactar una petición a favor del sufragio femenino y presentarla a la Cámara de los Lores y Harriet Taylor Mill en 1851 para escribir El derecho al voto de la mujer. Harriet Martineau escribió una carta a Davis en agosto de 1851 para agradecerle el envío de una copia de las actas: "Espero que sea consciente del interés suscitado en este país por esa Convención, cuya prueba más contundente es la aparición de un artículo sobre el tema en el Westminster Review... No dejó de tener esperanzas de que este artículo les fortalezca materialmente, y estoy seguro no puede sino alegrar vuestros corazones."

## 1851 en Worcester
Una segunda convención nacional se celebró del 15 al 16 de octubre de 1851, nuevamente en Brinley Hall, presidida por Paulina Kellogg Wright Davis. Harriet Kezia Hunt y Antoinette Brown pronunciaron discursos, mientras se leía una carta de Elizabeth Cady Stanton. Lucretia Mott sirvió como oficial de la reunión.
Wendell Phillips habló poderosamente en muchas convenciones y estuvo a cargo de las finanzas.
Wendell Phillips pronunció un discurso que fue tan persuasivo que se vendería como tratado hasta 1920:

Abre de par en par las puertas del Congreso; abrir esos juzgados; Abran de par en par las puertas de sus colegios, y den a las hermanas de la De Staëls y de las Martineaus la misma oportunidad de cultura que tienen los hombres, y dejen que los resultados prueban cuáles son realmente su capacidad e intelecto. Cuando una mujer haya disfrutado durante tantos siglos como nosotros de la ayuda de los libros, la disciplina de la vida y el estímulo de la fama, será el momento de comenzar la discusión de estas preguntas: "¿Qué es el intelecto de la mujer?" ¿Es igual a la del hombre?'

Elizabeth Oakes Smith, periodista, autora y miembro del círculo literario de Nueva York, asistió a la convención de 1850 y en 1851 se le pidió que subiera a la plataforma. Posteriormente, defendió la convención y sus líderes en artículos que escribió para el New York Tribune.
Abby Kelley Foster dio testimonio de la persecución que había sufrido como mujer: "Mi vida ha sido mi discurso. Durante catorce años he defendido esta causa en mi vida diaria. Pies ensangrentados, hermanas, han allanado el camino por el que habéis venido". ven acá." Abby H. Price habló sobre la prostitución, como lo había hecho el año anterior, argumentando que demasiadas mujeres caían en la prostitución porque no tenían las oportunidades laborales o la educación que tenían los hombres.
e leyó una carta de dos feministas francesas encarceladas, Pauline Roland y Jeanne Deroin, que decía: "Su valiente declaración de los derechos de la mujer ha resonado incluso en nuestra prisión y ha llenado nuestras almas de una alegría inexpresable". nombre de referencia=Brandeis/>
Ernestine Rose pronunció un discurso sobre la pérdida de identidad en el matrimonio que Davis caracterizó más tarde como "insuperable". Rose dijo de la mujer que "en el matrimonio, ella pierde toda su identidad, y se dice que su ser se ha fusionado con su marido. ¿La naturaleza lo ha fusionado así? ¿Ha dejado de existir y de sentir placer y dolor? Cuando viola las leyes". de su ser, ¿su marido paga la pena? ¿Cuando ella infringe la ley moral él sufre el castigo? Cuando satisface sus necesidades, ¿es suficiente para satisfacer su naturaleza?... ¡Qué inconsistencia que desde el momento en que ella entra en el mundo! En un pacto en el que asume la alta responsabilidad de esposa y madre, deja de existir legalmente y se convierte en un ser puramente sumiso. La sumisión ciega en las mujeres se considera una virtud, mientras que la sumisión al mal es en sí misma un mal, y la resistencia al mal es una virtud por igual en las mujeres. mujer como en el hombre."

## 1852 en Siracusa

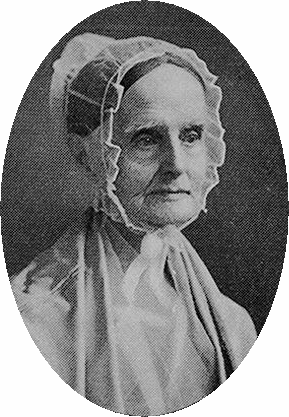
Lucretia Mott fue una luz guía en las convenciones y presidió dos de ellas.

Para la tercera convención, se seleccionó como lugar el ayuntamiento de Syracuse, Nueva York. Debido a que Siracusa estaba más cerca de Seneca Falls (dos días de viaje a caballo, varias horas de viaje en tren), más de los firmantes originales de la Declaración de Sentimientos pudieron para asistir que las dos convenciones anteriores en Massachusetts. Lucretia Mott fue nombrada presidenta; en un momento consideró necesario silenciar a un ministro que ofendió a la asamblea al usar referencias bíblicas para mantener a las mujeres subordinadas a los hombres. Se leyó una carta de Elizabeth Cady Stanton y se votaron sus resoluciones. En las sesiones que tuvieron lugar del 8 al 10 de septiembre de 1852, Susan B. Anthony y Matilda Joslyn Gage pronunciaron sus primeros discursos públicos sobre los derechos de las mujeres. Blackwell, 1930,  Ernestine Rose habló denunciando deberes sin derechos, diciendo que "como una mujer tiene que pagar impuestos para mantener el gobierno, tiene derecho a participar en la formación y administración del mismo". Antoinette Brown pidió que más mujeres se convirtieran en ministras, afirmando que la Biblia no lo prohibía. Ernestine Rose se puso de pie en respuesta, diciendo que la Biblia no debe usarse como autoridad para resolver una disputa, especialmente porque contiene muchas contradicciones con respecto a las mujeres. Elizabeth Oakes Smith pidió que las mujeres tengan su propia revista para que puedan independizarse de la prensa propiedad de hombres, diciendo: "Deberíamos tener una literatura propia, una imprenta y una editorial, y redactores y distribuidores de tratados, así como conferencias y convenciones ;y sin embargo digo esto a una raza de mendigos, pues las mujeres no tienen recursos pecuniarios." Antoinette Brown disertó sobre cómo la ley masculina nunca puede representar plenamente a la mujer. Lucy Stone llevaba unas Bombacha de moda con falda o vestido con pantalones a menudo denominado "bombachas", un estilo más práctico que había adquirido durante el verano tras conocer a Amelia Bloomer. Intervino para decir: "La mujer que primero se aparta de la rutina en la que la sociedad le permite moverse debe sufrir. Soportemos valientemente el ridículo y la persecución por el bien que resultará, y cuando el mundo vea que podemos lograr lo que emprendemos,  reconocerá nuestro derecho." El Syracuse Weekly Chronicle quedó impresionado menos por su atuendo que por su electrizante discurso, publicando "Bueno, nos guste o no, mujercita, "¡Dios te hizo una ORADORA!"
La reverenda Lydia Ann Jenkins de Geneva, Nueva York, habló en la convención y preguntó: "¿Existe alguna ley que impida que las mujeres voten en este Estado? La Constitución dice que los "ciudadanos varones blancos" pueden votar, pero no dice que las ciudadanas blancas no puedan hacerlo". Al año siguiente, Jenkins fue elegida miembro del comité encargado de plantear la cuestión del sufragio ante la Legislatura de Nueva York.
Se presentó una moción para formar una organización nacional de mujeres, pero tras un animado debate no se llegó a un consenso. Elizabeth Smith Miller sugirió que las mujeres formaran organizaciones a nivel estatal, pero incluso esta sugerencia más suave encontró oposición. Paulina Kellogg Wright Davis dijo: "Odio las organizaciones... me acalambran".  Lucretia Mott coincidió, diciendo que "es menos probable que se siembren las semillas de la disolución". Angelina Grimké Weld, Thomas M'Clintock y Wendell Phillips estaban de acuerdo, con Phillips diciendo que "desarrollaréis divisiones entre vosotros". No se formaría ninguna organización nacional hasta después de la Guerra Civil.

## 1853 en Cleveland
En el Melodeon Hall de Cleveland, Ohio, del 6 al 8 de octubre de 1853, William Lloyd Garrison tomó la palabra para decir que "...la Declaración de Independencia, tal como se expuso en Seneca Falls... estaba midiendo a la gente de este país por su propio rasero. Fue tomar sus propias palabras y aplicar sus propios principios a las mujeres, como se han aplicado a los hombres."
.

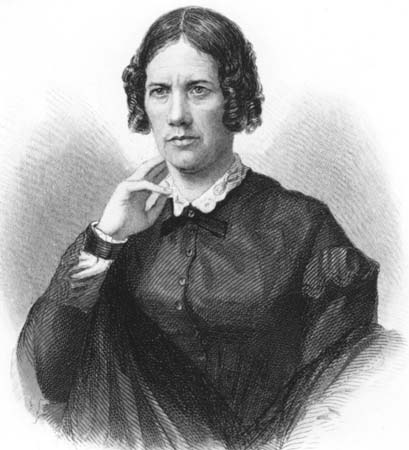
Frances Dana Barker Gage se sorprendió al ser elegida presidenta, diciendo "...nunca en mi vida había asistido a una reunión ordinaria de negocios..."

A principios de año, una Convención Regional por los Derechos de la Mujer celebrada en la ciudad de Nueva York había sido interrumpida por hombres revoltosos entre el público, sin que se escuchara a la mayoría de los oradores entre gritos y silbidos. A los organizadores de la cuarta convención nacional les preocupaba que no se repitiera una escena como aquella. En Cleveland, se plantearon objeciones sobre las interpretaciones de la Biblia, y se procedió a un debate ordenado.
Frances Dana Barker Gage actuó como presidenta de los 1.500 participantes. Lucretia Mott, Amy Post, y Martha Coffin Wright sirvieron como oficiales; James Mott sirvió en el comité de negocios, y Lucretia Mott llamó al orden a la reunión.
En una carta leída en voz alta, William Henry Channing sugirió que la convención emitiera su propia Declaración de los Derechos de la Mujer y peticiones a las legislaturas estatales en busca del sufragio femenino, la igualdad de derechos sucesorios, la igualdad de leyes de tutela, el divorcio para las esposas de alcohólicos, la exención de impuestos para las mujeres hasta que se les concediera el derecho al voto y el derecho a juicio ante un jurado de pares femeninos. Lucretia Mott propuso la adopción de la Declaración de Sentimientos de Seneca Falls, que se leyó en la convención, se debatió y se remitió a un comité para que redactara una nueva declaración. Antoinette Brown, William Lloyd Garrison, Lucretia Mott, Ernestine Rose y Lucy Stone trabajaron para dar forma a una nueva declaración, y el resultado se leyó al final de la reunión, pero nunca se adoptó.
El periódico The Plain Dealer  publicó un extenso reportaje sobre la convención, en el que opinaba de Ernestine Rose que "es el alma de la Convención. Se la describe como una Polish lady de gran belleza, conocida en este país como una ferviente defensora de la libertad humana". Tras comentar el traje de flamenca que llevaba Lucy Stone, The Plain Dealer continuaba: "La Srta. Stone debe ser considerada como una dama de habilidades nada comunes y de una energía poco común en la persecución de una idea acariciada. Es una de las favoritas de las convenciones".

## 1854 en Filadelfia
.

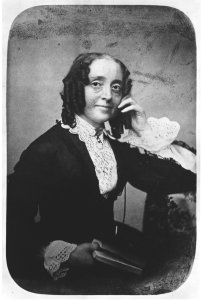
Ernestine Louise Rose habló en muchas convenciones y fue elegida presidenta en 1854

En el Sansom Street Hall de Filadelfia, Pensilvania, durante tres días del 18 al 20 de octubre de 1854, Ernestine Rose fue elegida presidenta a pesar de su ateísmo. Susan B. Anthony la apoyó, diciendo que "cada religión - o ninguna - debería tener el mismo derecho en la plataforma". Rose se dirigió a los asistentes diciendo: "Nuestras reivindicaciones se basan en esa gran e inmutable verdad, los derechos de toda la humanidad. Porque ¿no está incluida la mujer en esa frase, '¿todos los hombres son creados  iguales'? Decidnos, hombres de la nación... si la mujer no está incluida en esa gran Declaración de Independencia" Continuó "No prometeré más cómo usaremos nuestros derechos de lo que el hombre ha prometido antes de obtenerlos, cómo los usaría."
Susan B. Anthony tomó la palabra para instar a los asistentes a que solicitaran a las legislaturas de sus estados leyes que otorgaran a las mujeres la igualdad de derechos. Se formó un comité para publicar folletos y artículos en periódicos nacionales. Una vez más, la convención no pudo ponerse de acuerdo sobre una moción para crear una organización nacional, resolviendo en su lugar continuar el trabajo a nivel local con la coordinación proporcionada por un comité presidido por Paulina Kellogg Wright Davis.
Henry Grew tomó la tribuna de oradores para condenar a las mujeres que exigían la igualdad de derechos. Describió ejemplos de la Biblia que asignaban a las mujeres un papel subordinado. Lucretia Mott se enfureció y debatió con él, diciendo que estaba utilizando selectivamente la Biblia para imponer a las mujeres un sentido del orden que se originaba en la mente del hombre. Dijo: "El púlpito ha sido prostituido, la Biblia ha sido mal utilizada... En lugar de tomar las verdades de la Biblia para corroborar lo correcto, la práctica ha sido pasar sus páginas para encontrar ejemplos y autoridad para lo incorrecto". Mott citó pasajes de la Biblia que demostraban que Grew estaba equivocada. William Lloyd Garrison se levantó para detener el debate, diciendo que casi todos los presentes estaban de acuerdo en que todos eran iguales a los ojos de Dios.

## 1855 en Cincinnati
.

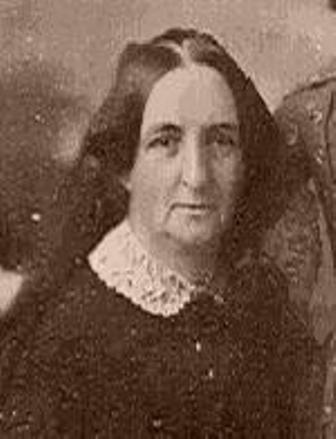
Martha Coffin Wright fue presidenta en dos ocasiones

En el Smith & Nixon's Hall de Cincinnati, Ohio, los días 17 y 18 de octubre de 1855, Martha Coffin Wright presidió el standing room only multitudinario acto. Wright, hermana menor de Lucretia Mott y miembro fundador de la primera Convención de Seneca Falls, contrastó la gran sala abarrotada de partidarios con la reunión mucho más pequeña de 1848, convocada "en timidez y duda de nuestra propia fuerza, nuestra propia capacidad, nuestros propios poderes".
Antoinette Brown, Ernestine Rose, Josephine Sophia White Griffing y Frances Dana Barker Gage se dirigieron a la multitud, enumerando para ellos los logros y progresos alcanzados hasta el momento. Lucy Stone habló en favor del derecho de cada persona a establecer por sí misma en qué esfera, doméstica o pública, debía actuar.  Un alborotador interrumpió el acto, llamando a las oradoras "unas cuantas mujeres decepcionadas". Stone respondió con una réplica que se hizo muy citada, diciendo que sí, que efectivamente era una "mujer decepcionada". "...En la educación, en el matrimonio, en la religión, en todo, la decepción es la suerte de la mujer. El objetivo de mi vida será profundizar esta decepción en el corazón de cada mujer hasta que deje de doblegarse ante ella."

## 1856 en Nueva York
.

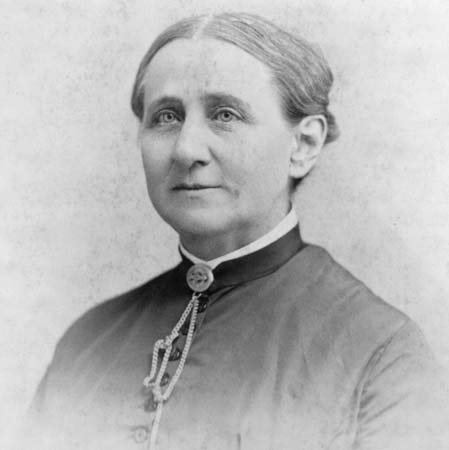
Antoinette Brown Blackwell fue la primera mujer ministra ordenada en los Estados Unidos

En el Broadway Tabernacle de la ciudad de Nueva York los días 25 y 26 de noviembre de 1856, Lucy Stone actuó como presidenta, y relató a la multitud los recientes progresos en la aprobación de leyes sobre los derechos de propiedad de la mujer en nueve estados, así como la limitada capacidad de las viudas de Kentucky para votar a los miembros del consejo escolar. Señaló con satisfacción que el nuevo Partido Republicano estaba interesado en la participación femenina durante las elecciones de 1856. Lucretia Mott animó a la asamblea a utilizar sus nuevos derechos, diciendo: "Creedme, hermanas, ha llegado el momento de que aprovechéis todas las vías que se os abren".
Se leyó en voz alta una carta de Antoinette Brown Blackwell: "¿No sería totalmente apropiado, entonces, que esta Convención Nacional exigiera el derecho al sufragio para ella a la Legislatura de cada Estado de la Nación? No podemos hacer una petición al Gobierno General sobre este punto. Permítanme, por lo tanto, sugerir respetuosamente la conveniencia de nombrar un comité, al cual se le instruirá para que prepare un memorial adaptado a las circunstancias de cada cuerpo legislativo; y demandar de cada uno, en nombre de esta Convención, el sufragio electivo para la mujer. " Se aprobó una moción aprobando la sugerencia, y Wendell Phillips recomendó que se contactara con las mujeres de cada estado y se las animara a llevar la petición memorial a sus respectivos cuerpos legislativos.

## 1858 en Nueva York
Para la octava convención nacional y las siguientes, las reuniones pasaron de celebrarse en distintas fechas del otoño a celebrarse a mediados de mayo. Se omitió la reunión de 1857 y la siguiente se celebró en 1858. En el Mozart Hall de Nueva York, los días 13 y 14 de mayo de 1858, Susan B. Anthony ocupó el cargo de presidenta. William Lloyd Garrison habló diciendo: "Aquellos que han inaugurado este movimiento son dignos de ser clasificados con el ejército de mártires... en los días de antaño. ¡Benditos sean! Deben triunfar, y toda oposición debe ser eliminada, para que la paz y el amor, la justicia y la libertad, prevalezcan en todo el mundo". Garrison propuso no sólo que las mujeres sirvieran como funcionarias electas, sino que el número de legisladoras fuera igual al de legisladores.
Frederick Douglass subió al escenario para hablar tras repetidas llamadas del público. Lucy Stone, la reverenda Antoinette Brown Blackwell (ahora casada con Samuel Charles Blackwell), el reverendo Thomas Wentworth Higginson y Lucretia Mott fueron algunos de los que hablaron. Stephen Pearl Andrews sorprendió a la asamblea al defender el amor libre y enfoques poco convencionales del matrimonio. Insinuó el control de la natalidad al insistir en que las mujeres deberían tener derecho a poner un límite a "los cuidados y sufrimientos de la maternidad". Eliza Farnham expuso su opinión de que las mujeres eran superiores a los hombres, un concepto que fue acaloradamente debatido. La convención, empañada por interrupciones y alborotos, "se levantó en medio de una gran confusión".

## 1859 en Nueva York
Celebrada de nuevo en el Mozart Hall de la ciudad de Nueva York el 12 de mayo de 1859, la novena convención nacional se inauguró bajo la presidencia de Lucretia Mott. Caroline Wells Healey Dall leyó las resoluciones, incluida una que se enviaría a la legislatura de cada estado, instando a ese órgano a "garantizar a las mujeres todos los derechos, privilegios e inmunidades que en equidad pertenecen a todos los ciudadanos de una república".
Otra multitud revoltosa hizo difícil escuchar los discursos de Antoinette Brown Blackwell, Caroline Dall, Lucretia Mott y Ernestine Rose. Wendell Phillips se puso de pie para hablar y "sostuvo a esa multitud burlona en el hueco de su mano".

## 1860 en Nueva York
Elizabeth Cady Stanton y Susan B. Anthony ayudaron a establecer la primera organización nacional de mujeres, la Liga Nacional Leal de Mujeres.
En la Cooper Union de Nueva York, los días 10 y 11 de mayo de 1860, la décima convención nacional, con 600-800 asistentes, fue presidida por Martha Coffin Wright. Se elogió una reciente victoria legislativa en Nueva York, que otorgaba a las mujeres la custodia compartida de sus hijos y el uso exclusivo de sus bienes personales y salarios.
Elizabeth Cady Stanton y Antoinette Brown Blackwell propusieron añadir una resolución en la que se pedía una legislación sobre la reforma del matrimonio; querían leyes que dieran a las mujeres el derecho a separarse o divorciarse de un marido que hubiera demostrado embriaguez, locura, abandono o crueldad. Wendell Phillips argumentó en contra de la resolución, fracturando el comité ejecutivo sobre el asunto. Susan B. Anthony también apoyó la medida, pero fue derrotada por votación tras un acalorado debate.
Horace Greeley escribió en el Tribune que había "mil personas presentes, siete octavos de ellas mujeres, y una buena proporción de jóvenes y guapas".  Greeley, un enemigo de la reforma matrimonial, continuó en contra de la resolución propuesta por Stanton con un ataque al "divorcio fácil", escribiendo que la palabra 'mujer' debería sustituirse en el título de la convención por "esposas descontentas".

## La Guerra Civil y más allá
La llegada de la Guerra Civil Americana puso fin a la Convención Nacional Anual por los Derechos de la Mujer y centró el activismo femenino en la cuestión del emancipación de los esclavos. La legislatura del estado de Nueva York revocó en 1862 gran parte de los logros que las mujeres habían conseguido en 1860. Susan B. Anthony estaba "enferma del corazón", pero no pudo convencer a las mujeres activistas de celebrar otra convención centrada exclusivamente en los derechos de la mujer.
En 1863, Elizabeth Cady Stanton se trasladó recientemente a Nueva York para unirse a Susan B. Anthony y enviar un llamamiento, a través del comité central de mujeres presidido por Paulina Kellogg Wright Davis, a todas las "Mujeres Leales de la Nación" para reunirse de nuevo en una convención en mayo. Formaron la Liga Nacional de Mujeres Leales Stanton, Anthony, Martha Coffin Wright, Amy Post, Antoinette Brown Blackwell, Ernestine Rose, Angelina Grimké Weld y Lucy Stone, entre otras. Organizaron la Primera Convención de la Liga Nacional Leal de Mujeres en la Iglesia de los Puritanos en la ciudad de Nueva York el 14 de mayo de 1863, y trabajaron para obtener 400.000 firmas en 1864 para solicitar al Congreso de los Estados Unidos que aprobara la Decimotercera Enmienda que abolía la esclavitud.

### 1866 en Nueva York
El 10 de mayo de 1866, se celebró la Undécima Convención Nacional por los Derechos de la Mujer en la Iglesia de los Puritanos en Union Square. Convocada por Stanton y Anthony, en la reunión participaron Ernestine L. Rose, Wendell Phillips, el reverendo John T. Sargent, el reverendo Octavius Brooks Frothingham, Frances D. Gage, Elizabeth Brown Blackwell, Theodore Tilton, Lucretia Mott, Martha C. Wright, Stephen Symonds Foster y Abbey Kelley Foster, Margaret Winchester y Parker Pillsbury, y estuvo presidida por Stanton.
La activista afroamericana Frances Ellen Watkins Harper pronunció un conmovedor discurso contra la discriminación racial en el que dijo: "Ustedes, las mujeres blancas, hablan aquí de derechos. Yo hablo de agravios. Yo, como mujer de color, he tenido en este país una educación que me ha hecho sentir como si estuviera en la situación de Ismael, mi mano contra todo hombre, y la mano de todo hombre contra mí. " 
Unas semanas más tarde, el 31 de mayo de 1866, se celebró en Boston la primera reunión de la American Equal Rights Association.

### 1869 en WashingtonD.C.
El 19 de enero de 1869 se celebró un acto que se denominó "Duodécima Convención Nacional de los Derechos de la Mujer". Entre los oradores destacados se encontraban Lucretia Mott, Elizabeth Cady Stanton, Susan B. Anthony, el senador Samuel Clarke Pomeroy, Parker Pillsbury, John Willis Menard y la doctora Sarah H. Hathaway. La doctora Mary Edwards Walker y una "señora Harman" fueron vistas con "atuendo masculino" pasando activamente de un lado a otro entre el público y el escenario.
Stanton habló acaloradamente con un discurso preparado contra aquellos que habían establecido "una aristocracia del sexo en este continente". "Si la servidumbre, el campesinado y la esclavitud han destrozado reinos, inundado continentes de sangre, esparcido repúblicas como polvo ante el viento, y desgarrado nuestra propia Unión, ¿qué clase de gobierno, pensáis vosotros, estadistas americanos, podéis construir, con las madres de la raza agazapadas a vuestros pies . ..." Otros discursos fueron improvisados, y se sabe poco de ellos.

### Citas
1. ↑   Millones, 2003, págs. 77–87, 102–04.
2. ↑  Million, 2003, págs. 99-100, 292n. 23.
3. ↑  "Convención sobre los derechos de la mujer", Libertador, 7 de junio de 1850, pág. 91.
4. ↑  Million, 2003, p. 105
5. ↑  , Lasser, Carol y Marlene Deahl Merrill, eds.
 Amigos y hermanas: cartas entre Lucy Stone y Antoinette Brown Blackwell, 1846–1993. University of Chicago Press , 1987, ISBN 0-252-01396-4. págs. 72–73.
6. 1 2 3  McMillen, 2008. p. 108.
7. ↑  , Million, 2003, 293n. 16.
8. ↑  Stanton et al, 1881,820–21.
9. ↑  Million, 2003, págs. 105–06.
10. ↑  Actas de la Convención sobre los Derechos de la Mujer, celebrada en Worcester, el 23 y 24 de octubre de 1850. Boston: Prentiss y Sawyer, 1851.
11. ↑  Lemay, Kate Clarke; Goodier, Susan; Tetrault, Lisa; Jones, Martha (2019). Votos para las mujeres: un retrato de la persistencia. Princeton, Nueva Jersey: Princeton University Press. p. 269. ISBN 9780691191171.
12. ↑  Kerr, 1992, p. 59.
13. ↑  Biografía nacional estadounidense. "Piedra, Lucy". Consultado el 10 de marzo de 2009.
14. ↑  Actas... 1850, p. 14.
15. ↑  Procedimientos. .. 1850, págs. 15-17.
16. ↑   Actas... 1850 , págs. 16, 18.
17. ↑  , Hays, 1961, p. 88.
18. 1 2  Blackwell, 1930, p. 100.
19. ↑  Million, 2003, p. 110.
20. ↑  Harriet Taylor Mill. Recuperado el 18 de marzo de 2009.
21. ↑  Spender, 1983, p. 187.
22. 1 2 3 4 5 6 7 8 9 10 11 12 13 14 15 16 17 18 19 20 21 22  Servicio de Parques Nacionales. Derechos de las mujeres. Más convenciones sobre los derechos de las mujeres. Recuperado el 1 de abril de 2009.
23. ↑  Stanton et al, 1881, p. 228.
24. ↑  Spender, 1983, p. 377.
25. 1 2 3 4 5  McMillen, 2008, p. 110.
26. ↑  Universidad Brandeis. Centro de Investigación de Estudios de la Mujer. Discurso de Ernestine Rose en la Convención sobre los Derechos de la Mujer en Worcester, Massachusetts, el 15 de octubre de 1851. Recuperado el 1 de abril de 2009.
27. ↑  McMillen, 2008, p. 82.
28. ↑  Baker, 2002, págs. 36–37.
29. ↑  McMillen, 2008, p. 114.
30. ↑  , Spender, 1983, págs. 377-378.
31. ↑  , Spender, 1983, pág. 378.
32. ↑  Stanton et al, 1881, p. 531.
33. ↑  [https://query.nytimes.com/gst/abstract.html?
res=9902E3D91438E334BC4C52DFB3668388649FDE "Lucy Stone"]. The New York Times, 14 de mayo de 1853. Recuperado el 31 de marzo de 2009.
34. ↑  Stanton et al, 1881, p. 530.
35. ↑  Stanton et al, 1881, p. 583.
36. 1 2 3 4  McMillen, 2008, p. 113.
37. ↑  Stanton et al, 1881, p. 112.
38. ↑  Stanton et al, 1881, p. 145.
39. ↑  Ateos americanos. Ernestine Rose: Una mujer problemática. Recuperado el 1 de abril de 2009.
40. ↑  Stanton et al, 1881, p. 376.
41. 1 2  McMillen, 2008, p. 111.
42. ↑  Stanton et al, 1881, p. 163.
43. 1 2  Stanton et al, 1881, p. 863.
44. 1 2  Stanton et al, 1881, p. 740.
45. ↑  WinningTheVote.org. Sufragistas del oeste de Nueva York. "Antoinette Louisa Brown Blackwell" Archivado el 13 de octubre de 2008 en Wayback Machine.; . Recuperado el 5 de abril de 2009.
46. ↑  Universidad de California, Los Ángeles. Profesora de Historia Ellen Carol DuBois. "Convención sobre los derechos de la mujer, Nueva York, 10 de mayo de 1866, incluido el discurso al Congreso adoptado por la Convención". Recuperado el 5 de abril de 2009.
47. ↑  Humez, Jean McMahon (2003). Harriet Tubman. The University of Wisconsin Press. p. 71. ISBN 0-299-19120-6. Consultado el 5 de abril de 2009.
48. ↑  Anthony, 1886, p. 266.
49. ↑  «La Convención de los Derechos de la Mujer en Washington.». New York Times. 20 de enero de 1869. Consultado el 5 de abril de 2009.
50. ↑  Buhle, 1978, p. 250
51. ↑  Buhle, 1978, p. 252
52. ↑  Buhle, 1978, p. 249